# Reggenza di Mojokerto
La reggenza di Mojokerto (in indonesiano: Kabupaten Mojokerto) è una reggenza dell'Indonesia, situata nella provincia di Giava Orientale.